# Tratatul asupra Interzicerii Armelor Nucleare
Tratatul asupra Interzicerii Armelor Nucleare este un tratat internațional al Națiunilor Unite vizând interzicerea utilizării de arme nucleare. Are drept obiectiv întărirea articolului 5 din Tratatul asupra Neproliferării Armelor Nucleare. Tratatul a fost susținut îndeosebi de Campania Internațională pentru Abolirea Armelor Nucleare, reuniune de ONG-uri contra proliferării nucleare, fondată în 2007. Preambulul său face referire la hibakusha cât și la dreptul internațional umanitar și la dreptul internațional al drepturilor omului.

## Istorie
În decembrie 2016, o rezoluție a Națiunilor Unite vizând stabilirea acestui tratat a fost votată cu 113 voturi pentru, 35 de voturi contra și 13 abțineri. 
Negocierea sa a început în martie 2017, înainte de a fi votat în Adunarea Generală a Națiunilor Unite, la 7 iulie 2017, când 122 de țări din 192 au aprobat tratatul. 
Puterile nucleare, cât și țările membre ale NATO, mai multe țări din Africa și din Asia Centrală, Australia și Japonia între altele, au boicotat adoptarea tratatului, cu excepția Țărilor de Jos care este singura țară care s-a opus tratatului în mod categoric.
Ratificarea a început la 20 septembrie 2017, iar punerea sa în aplicare va interveni după ce 50 de state vor fi ratificat tratatul.
La 20 septembrie, tratatul a fost ratificat de Sfântul Scaun.

## Semnări și ratificări[5]
| Statul                    | Data semnării      | Data ratificării   |
| ------------------------- | ------------------ | ------------------ |
| Africa de Sud             | 20 septembrie 2017 | 25 februarie 2019  |
| Algeria                   | 20 septembrie 2017 |                    |
| Austria                   | 20 septembrie 2017 | 8 mai 2018         |
| Bangladesh                | 20 septembrie 2017 | 26 septembrie 2019 |
| Brazilia                  | 20 septembrie 2017 |                    |
| Capul Verde               | 20 septembrie 2017 | 20 iunie 2022      |
| Republica Centrafricană   | 20 septembrie 2017 |                    |
| Chile                     | 20 septembrie 2017 | 23 septembrie 2021 |
| Comore                    | 20 septembrie 2017 | 21 februarie 2019  |
| Republica Congo           | 20 septembrie 2017 | 17 mai 2022        |
| Republica Democrată Congo | 20 septembrie 2017 |                    |
| Coasta de Fildeș          | 20 septembrie 2017 |                    |
| Costa Rica                | 20 septembrie 2017 | 23 marti 2022      |
| Cuba                      | 20 septembrie 2017 | 30 ianuarie 2018   |
| Ecuador                   | 20 septembrie 2017 | 25 septembrie 2019 |
| El Salvador               | 20 septembrie 2017 | 30 ianuarie 2019   |
| Fiji                      | 20 septembrie 2017 | 7 iulie 2020       |
| Filipine                  | 20 septembrie 2017 | 19 februarie 2021  |
| Gambia                    | 20 septembrie 2017 | 26 septembrie 2018 |
| Ghana                     | 20 septembrie 2017 |                    |
| Guatemala                 | 20 septembrie 2017 | 13 iulie 2022      |
| Guyana                    | 20 septembrie 2017 | 20 septembrie 2017 |
| Honduras                  | 20 septembrie 2017 | 24 octombrie 2020  |
| Indonezia                 | 20 septembrie 2017 | 24 septembrie 2024 |
| Irlanda                   | 20 septembrie 2017 | 6 august 2020      |
| Kiribati                  | 20 septembrie 2017 | 26 septembrie 2019 |
| Laos                      | 21 septembrie 2017 | 26 septembrie 2019 |
| Libia                     | 20 septembrie 2017 |                    |
| Liechtenstein             | 20 septembrie 2017 |                    |
| Madagascar                | 20 septembrie 2017 |                    |
| Malawi                    | 20 septembrie 2017 | 29 iunie 2022      |
| Malaysia                  | 20 septembrie 2017 | 30 septembrie 2020 |
| Mexic                     | 20 septembrie 2017 | 16 ianuarie 2018   |
| Nepal                     | 20 septembrie 2017 |                    |
| Noua Zeelandă             | 20 septembrie 2017 | 31 iulie 2018      |
| Nicaragua                 | 22 septembrie 2017 | 19 iulie 2018      |
| Nigeria                   | 20 septembrie 2017 | 6 august 2020      |
| Palau                     | 20 septembrie 2017 | 3 mai 2018         |
| Palestina                 | 20 septembrie 2017 | 22 martie 2018     |
| Panama                    | 20 septembrie 2017 | 11 aprilie 2019    |
| Paraguay                  | 20 septembrie 2017 | 23 ianuarie 2020   |
| Peru                      | 20 septembrie 2017 | 23 septembrie 2021 |
| Samoa                     | 20 septembrie 2017 | 26 septembrie 2018 |
| San Marino                | 20 septembrie 2017 |                    |
| São Tomé și Príncipe      | 20 septembrie 2017 | 15 ianuarie 2024   |
| Thailanda                 | 20 septembrie 2017 | 20 septembrie 2017 |
| Togo                      | 20 septembrie 2017 |                    |
| Tuvalu                    | 20 septembrie 2017 | 12 octombrie 2020  |
| Uruguay                   | 20 septembrie 2017 | 25 iulie 2018      |
| Vanuatu                   | 20 septembrie 2017 | 26 septembrie 2018 |
| Vatican                   | 20 septembrie 2017 | 20 septembrie 2017 |
| Venezuela                 | 20 septembrie 2017 | 27 martie 2018     |
| Vietnam                   | 20 septembrie 2017 | 7 mai 2018         |
| Total                     | 94                 | 73                 |